# Burnout W - 2
Burnout W - 2 (バーンアウトＷ　前編 2) es una película japonesa, del 9 de abril de 2010, producida por Zen Pictures. Es una película del género tokusatsu, de acción y aventuras, con artes marciales, dirigido por Eiji Kamikura.
El idioma es en japonés, pero también está disponible con subtítulos en inglés, en DVD o descargable por internet.

## Argumento
Mei es secuestrada del hospital donde estaba, y es interrogada por la terrorista Kasumi, que quiere saber donde se esconde la investigadora farmacéutica Mako. Mei es torturada sobre todo su cuerpo, pero ella es una guardaespaldas profesional y no hablará. Entonces es cuando llega un misterioso personaje llamado Jin. Jin acaba de escapar de la cárcel, y es una extraordinaria luchadora. Kasumi percibea Jin como una amenaza para sus planes y ataca a Jin. Mientras las dos grandes luchadoras se enzarzan en una fiera batalla, Mei trata de escapar con Rio, e irán en busca de Mako para protegerla. 

## Saga sobre Burnout
- Burnout: Dignitary Security Team (2009)

- Burnout W - 1 (26/3/2010)

- Burnout W - 2 (9/4/2010)